# Екатерина Андреева
Екатерина Сергеевна Андреева (на руски: Екатерина Сергеевна Андреева) е руска журналистка, водеща на емисията новини Время по Первий канал.
През 1990 г. завършва Московския педагогически институт „Крупская“, следва задочно във Всесъюзния юридически задочен институт. Работила е в Генералната прокуратура, в следственото управление, отговаряла е за сложни криминогенни зони: Краснодарски край, Ставропол.
През 1990 г. постъпва на курс за работещите в радиото и телевизията. В „школа дикторов“ ѝ преподава Игор Кирилов. През 1991 г. започва работа в телевизията. В Дирекция Информационни програми е от 1994 г. За първи път е в ефир през 1995 г. От 1998 г. е постоянна водеща на емисията новини Время. Към 2008 г. втори водещ на програмата е Виталий Елисеев.
Омъжена е за бизнесмен, дъщерята Наташа е завършила Московския държавен институт по международни отношения. Лауреат на телевизионната награда ТЕФИ.
Изречението, с което завършва най-често емисията „Время“, е:
„Как ще се развиват събитията, отново ще покаже времето („Время“), а аз ви желая всичко добро и довиждане.“ (на руски: Как будут развиваться события, вновь покажет „Время“, а я желаю вам всего доброго и до свидания.)